# Смирнов Михайло Павлович
Михайло́ Па́влович Смирно́в (1833–1877) — історик, професор Новоросійського університету в Одесі.

## Життєпис
Біографія складається з двох етапів: С.-Петербурзького (1833—1855) та одеського (1855—1877). Його погляди сформувались у 1851—1855 під впливом історика М. Устрялова під час навчання на історико-філологічному ф-ті С.-Петербурзького головного Педагогічного ін-ту.
1860 захистив магістерську, 1868 — докторську дисертацію.
Протягом 1855 — початку 1860-х викладав історію Росії в Рішельєвському ліцеї. Серед вихованців історика були в подальшому проф. ІНУ історик Г. Перетяткович, відомий одеський юрист М. Шимановський. Останній запам'ятав свого вчителя як завжди дуже спокійну, вишукано одягнену людину, що повільно входила до аудиторії та рівним та приємним голосом читала лекцію, здебільшого дотримуючись поглядів С. Соловйова. Слухати його було дуже приємно та повчально, передусім через доступність виклду. Інший колишній ліцеїст, також відомий одеський юрист, В. Докс свідчив про високий авторитет професора серед ліцеїстів. 1865—1877 викладав на історико-філологічному ф-ті ІНУ допетровську добу в історії Росії та історію Литви та Західної Русі. Одним з його слухачів був в подальшому проф. ІНУ історик О. Маркевич. 1871—1874 викладав курс новітньої історії Прусії на кафедрі загальної історії. Був деканом історико-філологічного ф-ту ІНУ, проректором та виконувачем обов'язків ректора ІНУ, дійсним членом ОТІС. Після 1868 внаслідок хвороби припинив наукову діяльність.

## Наукова спадщина
Невелика наукова спадщина (близько 10 робіт) включає промови присвячені історикам та поетам (М. Карамзину, С. Соловйову, О. Пушкіну) та праці з історії Центрально-Східної Європи у ХІІ — XIV ст.
Він був одним з перших в Україні дослідників історії середньовічної Галичини. Зокрема, автор провів порівняльний аналіз численних джерел, перевірив висновки польських авторів щодо історії цього регіону. Він працював у типово позитивістському дусі, більше переповідаючи літописи, аніж вдаючися до власної інтерпретації джерел. Він висловив думки, що і надалі були предметом дискусій у вітчизняній історіографії. Новизною відзначались розділи присвячені соціально-економічним, національним та церковним відносинам Галичини.
Деяким з тез судилося довге життя в історіографії: великий вплив боярства на соціально-економічне та суспільне життя Галичини як передумова нестабільності її політичного життя, тісні зв'язки Галичини з Заходом. Поняття «Галицька Русь», що застосовував М. Смирнов, деякі сучасні історики (М. Котляр) вважають більш об'єктивним, ніж «князівство» чи «держава».
У 1886 його магістерська дисертація була перевидана у Тернополі у скороченому вигляді у перекладі на українську мову у 5 томі «Руської історичної бібліотеки» за редакцією О. Барвінського. Праця присвячена Кревській унії до нашого часу залишається одним з найповніших досліджень цього питання в історіографії. Автор висвітлив роль Русі в унійному процесі, що випадала з праць польських істориків. Оцінив Кревську унію як подію «величезної ваги», дослідив плани Ягайла та польської шляхти і духовенства.
Праці з історії Галичини й Волині XIV — XV ст., серед інших «Судьбы Червонной или Галицкой Руси» (1860), що свого часу являло собою одну з перших праць з російської обласної історії взагалі і галицької особливо; український переклад в «Руській історичній бібліотеці», т. V, 1886.
У 1868 р. отримав ступінь доктора за дослідження: «Ягайло Яків Владислав і перше з'єднання Литви з Польщею».

## Праці
- Судьбы Червоной или Галицкой Руси до соединения ее с Польшею. — СПб., 1860;
- Спор между Литвою и Польшею о правах на Волынь и Подолию // Торжественный акт Ришельевского лицея по случаю окончания 1862—1863;
- Ягайло-Яков-Владислав и первое соединение Литвы с Польшей. — Ч. І. — Одесса, 1868.

## Посилення
- Енциклопедія українознавства : Словникова частина : [в 11 т.] / Наукове товариство імені Шевченка ; гол. ред. проф., д-р Володимир Кубійович. — Париж — Нью-Йорк : Молоде життя, 1955—1995. — ISBN 5-7707-4049-3.